# Michel Robin
Pour les articles homonymes, voir Robin.
Michel Robin, né le 13 novembre 1930 à Reims et mort le 18 novembre 2020 à Rambouillet, est un acteur français.
Il a été sociétaire de la Comédie-Française de 1996 à 2009.

## Biographie
Fils et petit-fils de chirurgiens-dentistes rémois, Michel Robin s’inscrit aux cours Charles Dullin, puis entre dans la troupe de Roger Planchon et dans la compagnie Renaud-Barrault, où il interprète Samuel Beckett et Bertolt Brecht.
Il fait de nombreuses apparitions au cinéma, de Qui êtes-vous, Polly Maggoo ? de William Klein en 1966 jusqu’à Un long dimanche de fiançailles de Jean-Pierre Jeunet en 2004, en passant par L'Hôtel de la plage de Michel Lang en 1978, La Chèvre de Francis Veber en 1981, Stan the Flasher de Serge Gainsbourg en 1990 et Le Fabuleux Destin d'Amélie Poulain de Jean-Pierre Jeunet en 2001 ; c’est dans L’Invitation de Claude Goretta, où il incarne un modeste employé de bureau, que toute la saveur de son talent se révèle.
Il fait également de nombreuses apparitions à la télévision, notamment dans quelques épisodes de la série Les Enquêtes du commissaire Maigret, et dans tous les épisodes de la version française de Fraggle Rock. Il est apparu dans les huit premières saisons (quinze épisodes) de la série Boulevard du Palais (personnage d’Isy).
Il obtient le grand prix d’interprétation du jury du festival de Locarno, en 1979 pour Les Petites Fugues d’Yves Yersin, ainsi que le Molière du meilleur second rôle pour La Traversée de l'hiver de Yasmina Reza.

### Vie privée et mort

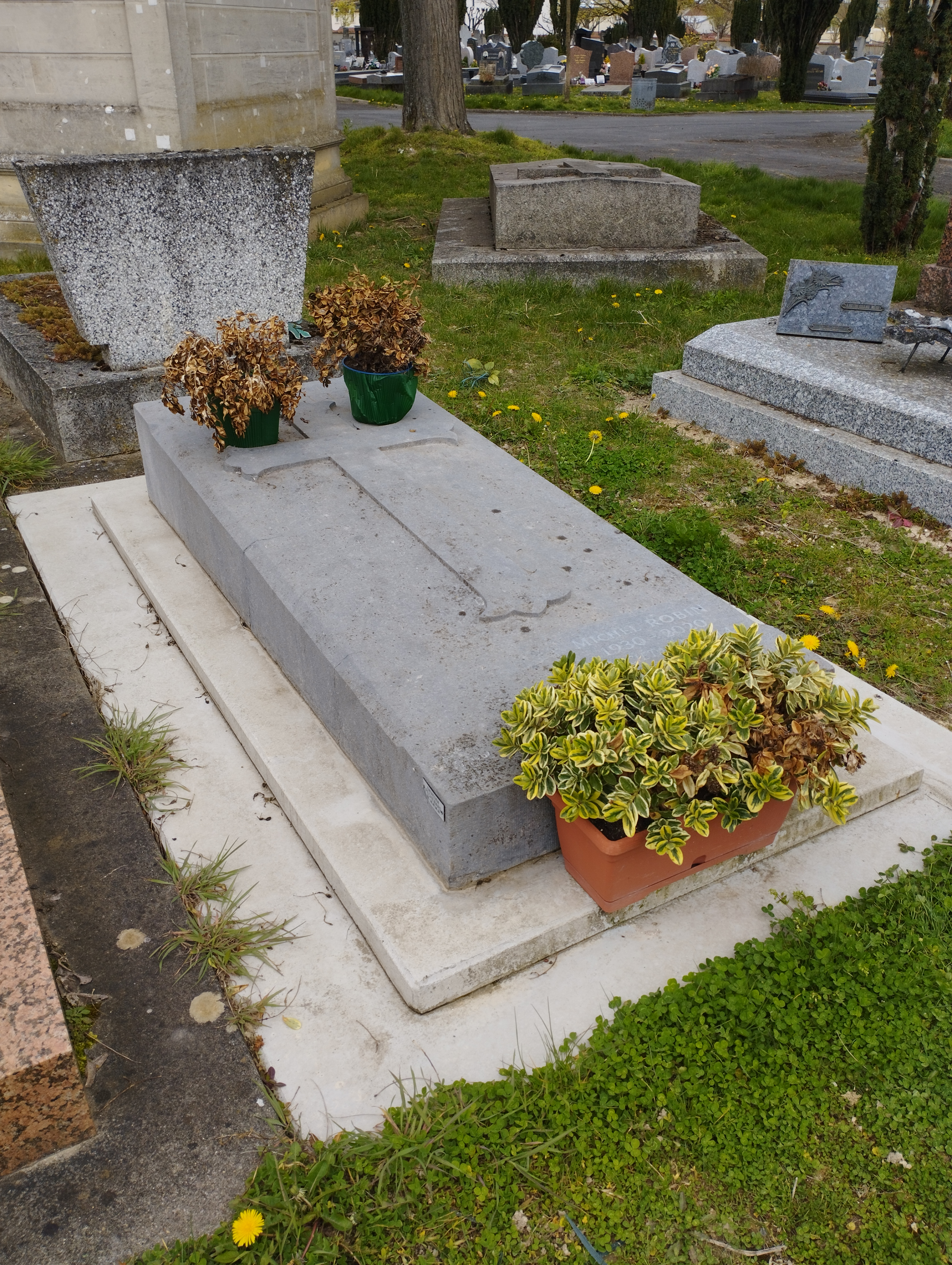
Tombe de Michel Robin au cimetière de l'Est de Reims (division 6).

Michel Robin meurt à Rambouillet le 18 novembre 2020 à l'âge de 90 ans, après avoir contracté la Covid-19,. Il déclarait, en mai 2020 : 

« J’assume mon âge, même si je ne réalise pas que j’aurai 90 ans. J’ai toujours 5 ans d’âge mental. Je préférerais avoir 50 ans, mais j’aime être vivant. Je continue de rêver, d’écouter de la musique […], surtout la nuit, toutes fenêtres ouvertes. J’ai du mal à me projeter au-delà de 95 ans. Il me semble que, alors, je serai peut-être quand même vieux. »

Il est inhumé dans la plus stricte intimité au cimetière de l'Est de Reims, aux côtés de ses parents, en bordure de la 6e division. Sur la pierre tombale, figure l'inscription « Sociétaire de la Comédie-Française ».
Il était passionné d'équitation.
D'une union révolue avec une pianiste, il laisse une fille, prénommée Amélie.

## Filmographie
Sauf indication contraire, les informations mentionnées dans cette section peuvent être confirmées par les bases de données cinématographiques  présentes dans la section « Liens externes ».

### Cinéma
- 1966 : Qui êtes-vous, Polly Maggoo ? de William Klein
- 1967 : L'Une et l'Autre de René Allio
- 1968 : L'Astragale de Guy Casaril : un automobiliste
- 1970 : L'Aveu de Costa-Gavras : le procureur général
- 1970 : Le Mur de l'Atlantique de Marcel Camus : le cordonnier
- 1971 : Mais ne nous délivrez pas du mal de Joël Séria : Léon
- 1971 : La Coqueluche de Christian-Paul Arrighi : le contrôleur
- 1971 : Les Mariés de l'an II de Jean-Paul Rappeneau : l'abbé
- 1972 : Le Petit Poucet de Michel Boisrond : le bûcheron
- 1972 : Quelque part quelqu'un de Yannick Bellon : le malade dépressif (non crédité)
- 1973 : L’Invitation de Claude Goretta : Rémy, l'employé de bureau
- 1973 : L'Affaire Dominici de Claude Bernard-Aubert : Perrin
- 1973 : Les Aventures de Rabbi Jacob de Gérard Oury : le curé
- 1974 : Erica Minor de Bertrand Van Effenterre : l'homme à la maîtresse
- 1974 : Pas si méchant que ça de Claude Goretta : François, le contremaître
- 1974 : Verdict d'André Cayatte : Véricel
- 1974 : Les Guichets du Louvre de Michel Mitrani : le cousin
- 1975 : L'important c'est d'aimer d’Andrzej Żuławski : Raymond Lapade
- 1975 : La Traque de Serge Leroy : Chamond, l'assureur
- 1975 : Un sac de billes de Jacques Doillon : Raoul Mancelier, le libraire pétainiste
- 1976 : Le Jouet de Francis Veber : le majordome
- 1976 : Je suis Pierre Rivière de Christine Lipinska : le père
- 1976 : L'Éducation amoureuse de Valentin de Jean L'Hôte : Monsieur Bertrand
- 1977 : Le Point de mire de Jean-Claude Tramont : Petit Louis, le clochard
- 1978 : L'Hôtel de la plage de Michel Lang : Léonce
- 1979 : Un si joli village d’Étienne Périer : Gaspard, le braconnier
- 1979 : Clair de femme de Costa-Gavras : le médecin
- 1979 : Les Petites Fugues d’Yves Yersin : Pipe, le vieux valet de ferme
- 1980 : Bobo la tête [aussi titré À propos de la neige fondue] de Gilles Katz : Simon
- 1980 : La Femme enfant de Raphaële Billetdoux : le père
- 1980 : Le Cheval d’orgueil de Claude Chabrol : le marquis
- 1980 : Deux Lions au soleil de Claude Faraldo : l’homme du parc
- 1981 : La Chèvre de Francis Veber : Alexandre Bens, le PDG
- 1983 : Le Marginal de Jacques Deray : Alfred Gonet dit Freddy le chimiste
- 1983 : La Mort de Mario Ricci de Claude Goretta : Fernand Blondel
- 1983 : Une pierre dans la bouche de Jean-Louis Leconte : Victor, le vieil acteur aveugle
- 1985 : Harem d’Arthur Joffé : Monsieur Raoul, l'accordeur de pianos
- 1985 : Drôle de samedi de Tunç Okan
- 1987 : Orage en mai de Xaver Schwarzenberger : Pfarrer
- 1989 : Les Maris, les Femmes, les Amants de Pascal Thomas : Tocanier
- 1989 : Marquis d’Henri Xhonneux : Ambert
- 1989 : La Nuit de l'éclusier de Frantz Rickenbach
- 1990 : Stan the Flasher de Serge Gainsbourg : le détenu
- 1992 : Les Enfants du naufrageur de Jérôme Foulon : Paul, l'instituteur retraité
- 1992 : L'Affût de Yannick Bellon : Marcel, le garde-chasse
- 1992 : La Gamine d’Hervé Palud : Georges, le patron d'un petit aéroclub
- 1994 : L’Affaire [aussi titré La Dernière Carte] de Sergio Gobbi : Charles Rivette
- 1995 : L'Amour conjugal de Benoît Barbier : Abraham Vivien
- 1997 : Restons groupés de Jean-Paul Salomé : Raymond
- 1998 : Vidange de Jean-Pierre Mocky
- 1999 : Les Enfants du siècle de Diane Kurys : Larive
- 2000 : Merci pour le chocolat de Claude Chabrol : Dufreigne
- 2001 : Le Fabuleux Destin d'Amélie Poulain de Jean-Pierre Jeunet : M. Collignon (père)
- 2004 : Un long dimanche de fiançailles de Jean-Pierre Jeunet : le vieil homme qui visite le champ de bataille
- 2009 : Eden à l'ouest de Costa-Gavras : petit vieux Lido
- 2011 : Les Aventures de Philibert, capitaine puceau de Sylvain Fusée : le Fillanchiaux, « père » de Philibert, cultivateur d'artichauts breton
- 2012 : Les Adieux à la reine de Benoît Jacquot : Jacob-Nicolas Moreau
- 2012 : Adieu Berthe de Bruno Podalydès : Monsieur Salvini,  un pensionnaire de la maison de retraite
- 2012 : Vous n'avez encore rien vu d’Alain Resnais : le garçon de café
- 2015 : L'Odeur de la mandarine de Gilles Legrand : le curé
- 2018 : Dans la brume de Daniel Roby : Lucien

### Télévision
- 1968 : Les Dossiers de l'Agence O de Jean Salvy et Marc Simenon (série télévisée, 12 épisodes) : Barbet
- 1968 : Les Grandes Espérances de Marcel Cravenne (téléfilm) : le postillon
- 1968 : Délire à deux de Michel Mitrani (téléfilm) : le voisin
- 1968 : Les Secrets de la mer Rouge de Claude Guillemot (série télévisée, épisode La Mort de Said Asi) : l’huissier
- 1969 : Café du square de Louis Daquin (série télévisée, épisodes 2 et 10)
- 1969 : Le Songe d’une nuit d’été de Jean-Christophe Averty (téléfilm) : Crève-la-faim
- 1969 : Tous en scène, présentation avec Jacques Seiler
- 1970 : Irmãos Coragem de Daniel Fiho (série télévisée, 1 épisode) : Alberto Davila
- 1971 : Les Nouvelles Aventures de Vidocq de Georges Neveux (série télévisée, épisode 6 Les Banquiers du crime) : Ploche
- 1971 : Ubu enchaîné de Jean-Christophe Averty (téléfilm) : Pissembock
- 1972 : Les Cent Livres des Hommes de Claude Santelli (série télévisée, épisode Enfance de Gorky) : Tsiganok
- 1973 : Un grand amour de Balzac de Jacqueline Audry (série télévisée, 7 épisodes)
- 1973 : La Porteuse de pain de Marcel Camus (série télévisée, épisode 4) : Firmin
- 1973 : Les Mohicans de Paris de Gilles Grangier (feuilleton) : Barthélemy
- 1973 : Molière pour rire et pour pleurer de Marcel Camus (feuilleton) : le soldat
- 1973 : Jean Pinot, médecin d'aujourd'hui de Michel Fermaud (série télévisée) : Père Georges Videau
- 1974 : L'Ange de la rivière morte de Edouard Logereau (téléfilm) : Surlot
- 1974 : L'Homme au contrat de Jacques Audoir (série télévisée) : Léoni
- 1974 : Les Prétendants de Madame Berrou d'Hervé Baslé (téléfilm) : l’instituteur
- 1974 : Ardéchois cœur fidèle de Jean Cosmos (feuilleton) : inspecteur Louvigny
- 1975 : Pays de Jacques Krier (téléfilm) : Henri
- 1975 : Cécile, ou la raison des femmes (série télévisée, épisode 1 Vivre à deux d’Youri) : le père
- 1975 : Splendeurs et misères des courtisanes de Maurice Cazeneuve (série télévisée) : Contenson
- 1976 : Première Neige de Claude Santelli (téléfilm) : Gustave
- 1976 : Quand l'amour vient d’Hervé Baslé (téléfilm) : Étienne
- 1976 : Les Enquêtes du commissaire Maigret (série télévisée, épisode 32 Les Scrupules de Maigret de Jean-Louis Muller) : Xavier Marton
- 1977 : Le Renard de Helmut Ringelmann (série télévisée, épisode Der Alte schlägt zweimal zu) : Éric Finberg
- 1977 : Cinéma 16 (série télévisée, épisode Au bout du printemps de Bernard Dubois) : Mardigras
- 1978 : La Vigne à Saint-Roman de Jean Pradinas (téléfilm) : le maire Philémon
- 1978 : Les Procès témoins de leur temps de Pierre Dumayet et Pierre Desgraupes (série télévisée, épisode 3 Une semaine sainte) : Joseph
- 1978 : Messieurs les ronds-de-cuir de Daniel Ceccaldi (téléfilm) : Sainthomme
- 1978 : Les Cinq Dernières Minutes (série télévisée, épisode La Grande Truanderie de Claude Loursais) : René Flamand
- 1979 : Le Troisième Couteau de Robert Valey (téléfilm) : Rodolphe
- 1979 : Le Grand Inquisiteur de Raoul Sangla (téléfilm) : le grand inquisiteur
- 1979 : Jean le bleu d’Hélène Martin (téléfilm) : Madame La Reine
- 1979 : Les Petits Soirs de Raoul Sangla (téléfilm) : le père Gobert
- 1979 : Une femme dans la ville de Joannick Desclers (téléfilm) : Paul Piegu
- 1979 : Le Petit Théâtre d'Antenne 2 de Stéphane Bertin (émission télévisée, pièce Le Bifteck) : Anatole
- 1980 : Le Barbier de Séville de Jean Pignol (téléfilm) : Don Bazile
- 1980 : L'Homme aux chiens, de Bruno Gantillon : Vincent
- 1980 : Le Petit Théâtre d'Antenne 2 de Stéphane Bertin (émission télévisée, pièce Sombre Claire) : Anatole
- 1980 : Les Dossiers de l'écran - A une voix près... ou la naissance de la IIIe République d’Alexandre Astruc (téléfilm diffusé en première partie de l’émission) : le bourgeois monarchiste
- 1980 : Cinéma 16 (série télévisée, épisode L'Homme aux chiens de Bruno Gantillon) : Vincent
- 1981 : Caméra une première (série télévisée, saison 3 - épisode 1 Eole Epifanio d’Antoine Gallien) : l’horloger
- 1981 : Le Mythomane de Michel Wyn (série télévisée, épisode 6 L’émir est arrivé) : le concierge
- 1981 : La Vie des autres de Jean-Pierre Prévost (feuilleton, épisode L’Ascension de Catherine Sarrazin) : l’oncle Louis
- 1981 : Le Voyage du Hollandais de Charles Brabant (téléfilm) : le voyageur
- 1981 : Histoire contemporaine de Michel Boisrond (série télévisée) : l’abbé Guitrel
- 1982 : La Sorcière de Charles Brabant (téléfilm) : l’archevêque
- 1982 : Le Canard sauvage de Guy Lessertisseur (téléfilm) : le vieil Ekdal
- 1982 : De bien étranges affaires (série télévisée, saison 1 - épisode 3 Lourde Gueuse de Jean-Luc Miesch) : Baldouine
- 1983 : Le chemin de Saint Pancrace de Jean Dasque : le curé de Saint-Pancrace
- 1983 : Fraggle Rock (série télévisée animée) : Doc, le maître du chien Croquette
- 1984 : Les Chiens de Jérusalem de Fabio Carpi (téléfilm) : Lévêque
- 1984 : Mademoiselle Clarisse d'Ange Casta d'après Violette Leduc
- 1985 : Les Enquêtes du commissaire Maigret (série télévisée, épisode 67 : Le Revolver de Maigret de Jean Brard) : François Lagrange
- 1986 : Marie Love de Jean-Pierre Richard (téléfilm) : le nez
- 1986 : Samedi, dimanche, lundi d’Yves-André Hubert (téléfilm) : Antonio
- 1986 : Série rose (série télévisée, épisode Le Partenaire inattendu d’Alain Schwartzstein)
- 1986 : Cinéma 16 (série télévisée, épisode Le Cadeau de Sébastien de Franck Appréderis) : Sébastien
- 1987 : Les Enquêtes du commissaire Maigret (série télévisée, épisode 72 M. Gallet décédé de Georges Ferraro) : Moers
- 1987 : Orage en mai de Xaver Schwarzenberger (téléfilm) : Pfarrer
- 1989 : Les Nuits révolutionnaires de Charles Brabant (série télévisée) : l’allumeur
- 1991 : Crimes et Jardins de Jean-Paul Salomé (téléfilm) : Georges
- 1992 : Le Voyage d'Eva de Patrice Gautier (téléfilm) : Albert
- 1992 : Séparément vôtre de Michel Boisrond (téléfilm) : Félix
- 1992 : Le Cerf-volant de Jean-Paul Roux (téléfilm) : le tonton
- 1992 : Mes coquins de Jean-Daniel Verhaeghe (téléfilm) : Victor
- 1993 : Meurtre en ut majeur de Michel Boisrond (téléfilm) : président Boissière
- 1994 : Regards d'enfance de Jean-Paul Salomé (série télévisée, épisode La Grande Fille) : Hubert
- 1997 : Langevin : Le Secret de Patrick Jamain (téléfilm) : Roger Loustalot
- 1998 : Le Sélec de Jean-Claude Sussfeld (série télévisée, épisode Le Clandestin) : Raymond
- 1999 : Anne Le Guen de Stéphane Kurc (série télévisée, épisode 8 Une nuit de la pleine lune) : Landau
- 1999-2006 : Boulevard du Palais (série télévisée, 15 épisodes) : Isy
- 2001 : L'Emmerdeuse de Michaël Perrotta (téléfilm) : M. Jérôme
- 2003 : Le Voyageur sans bagage de Pierre Boutron (téléfilm) : maître Huspar
- 2005 : Désiré Landru de Pierre Boutron (téléfilm) : le père de Landru
- 2005 : Granny Boom de Christiane Lehérissey (téléfilm) : Colonel
- 2005 : Bien dégagé derrière les oreilles de Anne Deluz (téléfilm) : père Galichain
- 2005 : Merci, les enfants vont bien de Stéphane Clavier (série télévisée, épisode Coup de foudre) : le serveur
- 2007 : Dombais et fils de Laurent Jaoui (téléfilm) : Salomon
- 2012 : Louis la Brocante (série télévisée, saison 13 - épisode 42 Louis et les anguilles bleues de Bruno Gantillon) : Gustave Bonneville dit Gus
- 2013 : Louis la Brocante (série télévisée, saison 13 - épisode 44 Louis et les bruits de couloirs de Véronique Langlois) : Gustave Bonneville dit Gus
- 2013 : Je vous présente ma femme d’Élisabeth Rappeneau (téléfilm) : Alphonse
- 2014 : La Forêt d’Arnaud Desplechin (téléfilm) : Karp
- 2014 : Les Trois Sœurs de Valeria Bruni-Tedeschi (téléfilm) : Feraponte
- 2015 : Meurtres à Collioure de Bruno Garcia (téléfilm) : Fernand Sarda, ancien prisonnier de la Retirada interné à Collioure
- 2015 : La Minute vieille de Fabrice Maruca (série télévisée)

### Doublage
- 1985 : Gwen, le livre de sable de Jean-François Laguionie : Roseline
- 1991 : Toto le héros de Jaco Van Dormael : Alfred vieux
- 2002 : Les Triplettes de Belleville de Sylvain Chomet : Champion vieux (seule intervention orale du personnage principal)
- 2005 : Oliver Twist de Roman Polanski : Fagin
- 2010 : The Ghost Writer de Roman Polanski : Le vieil homme de Martha's Vineyard
- 2012 : Blanche-Neige et le Chasseur de Rupert Sanders : Muir
- 2013 : Nebraska d'Alexander Payne : Oncle Ray

## Théâtre
Sauf indication contraire ou complémentaire, les informations mentionnées dans cette section peuvent être confirmées par la base de données Les Archives du spectacle.

### Hors Comédie-Française
- Frank V de Friedrich Dürrenmatt, Théâtre de l'Est parisien
- On ne badine pas avec l'amour d'Alfred de Musset, Théâtre de l'Athénée
- 1958 : George Dandin de Molière, mise en scène Roger Planchon, Théâtre de la Cité de Villeurbanne, repris en 1961 au Théâtre de la Cité de Villeurbanne et Théâtre des Champs-Élysées, repris en 1963 au Théâtre de la Cité de Villeurbanne
- 1959 :
  - Falstaff de William Shakespeare, mise en scène Roger Planchon, Théâtre de l'Ambigu
  - Henri IV de William Shakespeare, mise en scène Roger Planchon, Théâtre de l'Ambigu
  - Les Trois Mousquetaires d'Alexandre Dumas, mise en scène Roger Planchon, Théâtre de l'Ambigu
- 1960 : Les Âmes mortes de Nicolas Gogol, mise en scène Roger Planchon, Théâtre de la Cité de Villeurbanne, Théâtre de l'Odéon
- 1961 : Schweik dans la Seconde Guerre mondiale de Bertolt Brecht, mise en scène Roger Planchon, Théâtre de la Cité de Villeurbanne, Théâtre des Champs-Élysées, repris en 1964 au Théâtre de la Cité de Villeurbanne
- 1962 : La Remise de Roger Planchon, mise en scène de l'auteur, Théâtre de la Cité de Villeurbanne
- 1964 :
  - Troïlus et Cressida de William Shakespeare, mise en scène Roger Planchon, Théâtre de l'Odéon
  - La Vie imaginaire de l'éboueur Auguste Geai d'Armand Gatti, mise en scène Jacques Rosner, Théâtre de l'Odéon
- 1965 :
  - Les Zykov de Maxime Gorki, mise en scène Jean Leuvrais, Théâtre Récamier
  - George Dandin de Molière, mise en scène Stephan Meldegg, Théâtre de l'Athénée
- 1966 :
  - La Promenade du dimanche de Georges Michel, mise en scène Maurice Jacquemont, Georges Michel, Studio des Champs-Élysées
  - Don Carlos de Friedrich von Schiller, mise en scène Stephan Meldegg, Arras
  - Richard III de William Shakespeare, mise en scène Roger Planchon, Festival d'Avignon
  - George Dandin de Molière, mise en scène Roger Planchon, Festival d'Avignon, tournée
- 1967 :
  - Richard III de William Shakespeare, mise en scène Roger Planchon, Théâtre de la Cité de Villeurbanne
  - Le marchand de glace est passé d'Eugene O'Neill, mise en scène Gabriel Garran, Théâtre de la Commune
  - Les Visions de Simone Machard de Bertolt Brecht, mise en scène Gabriel Garran, Théâtre de la Commune, repris en 1968 à la Théâtre-Maison de la culture de Caen
- 1968 : Le Cygne noir de Martin Walser, mise en scène Sacha Pitoëff, Théâtre Moderne
- 1969 :
  - Guerre et paix au café Sneffle de Remo Forlani, mise en scène Georges Vitaly, Théâtre La Bruyère
  - Fin de carnaval de Josef Topol, mise en scène Pierre Debauche, Théâtre des Amandiers
  - Pas de pitié pour la dame de Dario Fo, mise en scène Pierre Debauche, Théâtre des Amandiers
- 1970 :
  - En attendant Godot de Samuel Beckett, mise en scène Roger Blin, Théâtre Récamier
  - La Mère de Stanisław Ignacy Witkiewicz, mise en scène Claude Régy, Théâtre Récamier
- 1971 : Le Personnage combattant de Jean Vauthier, mise en scène Roger Blin & Jean-Louis Barrault, Théâtre Récamier
- 1972 :
  - Sauvés d'Edward Bond, mise en scène Claude Régy, TNP Théâtre de Chaillot
  - Dans la jungle des villes de Bertolt Brecht, mise en scène André Engel, Jean Jourdheuil et Jean-Pierre Vincent, Festival d'Avignon, Théâtre de Chaillot, repris en 1973 au Théâtre de Nice
- 1973 : Isma de Nathalie Sarraute, mise en scène Claude Régy, Espace Pierre Cardin
- 1974 : Chez Pierrot de Jean-Claude Grumberg, mise en scène Gérard Vergez, Théâtre de l'Atelier
- 1975 : Coquin de coq de Sean O'Casey, mise en scène Guy Rétoré, Festival d'Avignon
- 1976 : Mo de Louis Calaferte, mise en scène Jean-Pierre Miquel, Petit Odéon
- 1977 :
  - Jacques ou la Soumission d'Eugène Ionesco, mise en scène Lucian Pintilie, Théâtre de la Ville
  - Le Songe d'une nuit d'été de William Shakespeare, mise en scène Petrika Ionesco, Théâtre des Amandiers
- 1978 : Les Papas naissent dans les armoires de Giulio Scarnicci et Renzo Tarabusi, mise en scène Gérard Vergez, Théâtre de la Michodière
- 1980 :
  - Fin de partie de Samuel Beckett, mise en scène Guy Rétoré, Théâtre de l'Est parisien, repris en 1982 au Théâtre Renaud-Barrault
  - La Muette de Philippe Faure, mise en scène de l'auteur, Festival d'Avignon
- 1981 : Le Canard sauvage d'Henrik Ibsen, mise en scène Lucian Pintilie, Théâtre de la Ville
- 1982 : Les Bas-fonds de Maxime Gorki, mise en scène Lucian Pintilie
- 1983 :
  - Le Maître et Marguerite de Mikhaïl Boulgakov, mise en scène Andrei Serban, Théâtre de la Ville
  - Le Roi Victor de Louis Calaferte, mise en scène Jean-Pierre Miquel
- 1984 : Samedi dimanche lundi d'Eduardo De Filippo, mise en scène Françoise Petit, Théâtre du 8e Lyon
- 1985 :
  - Glengarry Glen Ross de David Mamet, mise en scène Marcel Maréchal, Théâtre de la Criée
  - Les Oiseaux d'Aristophane, mise en scène Jean-Louis Barrault, Théâtre Renaud-Barrault
- 1986 :
  - La Tempête de William Shakespeare, mise en scène Alfredo Arias, Festival d'Avignon, Théâtre de la Commune
  - Fin de partie de Samuel Beckett, mise en scène Marcel Maréchal, Théâtre de la Criée
- 1987 : Le Capitaine Fracasse de Théophile Gautier, mise en scène Marcel Maréchal, Théâtre de Paris
- 1988 :
  - Glengarry Glen Ross de David Mamet, mise en scène Marcel Maréchal, Théâtre Édouard VII
  - L'Imposture de Georges Bernanos, mise en scène Brigitte Jaques, Théâtre de la Ville
- 1989 : La Traversée de l'hiver de Yasmina Reza, mise en scène Patrice Kerbrat, Centre national de création d'Orléans, 1990 : Théâtre national de la Colline
- 1990 :
  - Laetitia de Peter Shaffer, mise en scène Jacques Mauclair, Théâtre Renaud-Barrault
  - Ponce Pilate de Roger Caillois, mise en scène Arnaud Bedouet, Théâtre de Nice
  - Jeanne et les juges de Thierry Maulnier, mise en scène Marcelle Tassencourt, Théâtre Montansier, 1991 : Théâtre Édouard VII
- 1991 : Le Balcon de Jean Genet, mise en scène Luis Pasqual, Théâtre national de l'Odéon
- 1992 :
  - La Nuit des rois de William Shakespeare, mise en scène Jérôme Savary, Théâtre national de Chaillot
  - Les Bas-fonds de Maxime Gorki, mise en scène Robert Hossein, Théâtre Mogador
- 1993 : Je m'appelais Marie-Antoinette d'Alain Decaux et André Castelot, mise en scène Robert Hossein, Palais des sports de Paris
- 1994 : La Folle de Chaillot de Jean Giraudoux, mise en scène Jean-Luc Tardieu, Maison de la Culture de Loire-Atlantique Nantes
- 2000 : En pleine mer de Sławomir Mrożek, mise en scène Toni Cafiero
- 2010 : L'Infâme de Roger Planchon, mise en voix Jacques Rosner, Théâtre Ouvert
- 2011 : Fin de Partie de Samuel Beckett, mise en scène Alain Françon, Théâtre de la Madeleine, repris en 2012 au Théâtre Gérard Philipe
- 2013 : Solness le constructeur de Henrik Ibsen, mise en scène Alain Françon, Théâtre National de la Colline
- 2014 : Les Méfaits du tabac d'Anton Tchekhov, mise en scène Denis Podalydès, Théâtre des Bouffes du Nord

### Comédie-Française
- Entrée à la Comédie-Française le 1er novembre 1994
- Sociétaire le 1er janvier 1996
- 495e sociétaire
- Départ le 31 décembre 2009
- 1995 : Mille francs de récompense de Victor Hugo, mise en scène Jean-Paul Roussillon
- 1995 : La Double Inconstance de Marivaux, mise en scène Jean-Pierre Miquel, Théâtre du Vieux-Colombier
- 1996 : Les Fausses Confidences de Marivaux, mise en scène Jean-Pierre Miquel
- 1997 : Jacques ou la Soumission d'Eugène Ionesco, mise en scène Simon Eine, Studio-Théâtre
- 1998 : La Cerisaie d'Anton Tchekhov, mise en scène Alain Françon
- 1998 : La Tempête de William Shakespeare, mise en scène Daniel Mesguich
- 1998 : Le Glossaire de Max Rouquette, mise en scène Vincent Boussard, Studio-Théâtre
- 1998 : Arcadia de Tom Stoppard, mise en scène Philippe Adrien, Théâtre du Vieux-Colombier
- 1999 : Une petite anthologie (Aristophane, Lucien, Fénelon, Fontenelle), lecture-spectacle Samedis du Vieux-Colombier, Théâtre du Vieux-Colombier
- 1999 : Le Revizor de Nicolas Gogol, mise en scène Jean-Louis Benoît
- 1999 : La Maison des cœurs brisés de George Bernard Shaw, mise en scène Michel Dubois
- 2000 : Henri Michaux, lecture dans le cadre des Salons littéraires, Studio-Théâtre
- 2000 : Le Bourgeois gentilhomme de Molière, mise en scène Jean-Louis Benoît
- 2001 : Un, deux, trois ! de Ferenc Molnàr, mise en lecture Jean-Loup Rivière, Studio-Théâtre
- 2001 : Le Gna de Pierre-Henri Loÿs, mise en scène Anne-André Reille, Studio-Théâtre
- 2001 : Ruy Blas de Victor Hugo, mise en scène Brigitte Jaques-Wajeman
- 2002 : Un jour de légende - Les Temps modernes de Victor Hugo d'après La Légende des siècles, poèmes lus à plusieurs voix
- 2002 : Les Mentalistes de Richard Bean, mise en lecture Michel Didym, Studio-Théâtre
- 2002-2003 : Le Dindon de Georges Feydeau, mise en scène Lukas Hemleb
- 2003 : La Forêt d'Alexandre Ostrovski, mise en scène Piotr Fomenko
- 2004 : Le Grand Théâtre du monde suivi du Le Procès en séparation de l’âme et du corps de Pedro Calderón de la Barca, mise en scène Christian Schiaretti
- 2004 : Le Conte d'hiver de William Shakespeare, mise en scène Muriel Mayette, Studio-Théâtre
- 2005 : Les Bacchantes d'Euripide, mise en scène André Wilms
- 2005 : La Forêt d'Alexandre Ostrovski, mise en scène Piotr Fomenko
- 2006-2007-2008 : Cyrano de Bergerac d'Edmond Rostand, mise en scène Denis Podalydès, Salle Richelieu
- 2006 : Cinq dramaticules de Samuel Beckett, mise en scène Jean Dautremay, Studio-Théâtre
- 2006 : Ophélie et autres animaux de Jacques Roubaud, mise en scène Jean-Pierre Jourdain, Studio-Théâtre
- 2007-2008 : Le Misanthrope de Molière, mise en scène Lukas Hemleb
- 2007-2008-2010 : Le Mariage de Figaro de Beaumarchais, mise en scène Christophe Rauck, Salle Richelieu : Don Gusman Brid’oison
- 2007 : La Fin du commencement de Sean O'Casey, mise en scène Célie Pauthe, Studio-Théâtre
- 2009 : Les Chaises d'Eugène Ionesco, mise en scène Jean Dautremay, Studio-Théâtre
- 2009-2010 : Ubu roi d'Alfred Jarry, mise en scène Jean-Pierre Vincent, Salle Richelieu
- 2010-2011 : Les Trois Sœurs d'Anton Tchekhov, mise en scène Alain Françon, Salle Richelieu

## Distinctions

### Décorations
- Chevalier de l'ordre national du Mérite[8]
- Officier de l'ordre des Arts et des Lettres[8]

### Récompense
- 1990 : Molière du comédien dans un second rôle pour La Traversée de l'hiver

### Nomination
- 1989 : Nomination au Molière du comédien dans un second rôle pour L'Imposture